# Joannicjusz (Obrazcow)
Joannicjusz, imię świeckie Joann Jakowlewicz Obrazcow (ur. 1793, zm. 6 kwietnia?/18 kwietnia 1880) – rosyjski biskup prawosławny.

## Życiorys
Jego ojciec służył przy cerkwi w Titowce (gubernia twerska) jako lektor i psalmista. Ukończył seminarium duchowne w Twerze, następnie zaś Petersburską Akademię Duchowną, gdzie w 1817 uzyskał tytuł kandydata nauk teologicznych. Został następnie zatrudniony w seminarium duchownym w Czernihowie. 28 sierpnia 1819 złożył wieczyste śluby mnisze z imieniem Joannicjusz. Święcenia diakońskie przyjął 29 sierpnia tego samego roku, dzień później został wyświęcony na hieromnicha. W 1821 został profesorem teologii i rektorem seminarium duchownego w Mińsku.
Od 1824 do 1825 był przełożonym monasteru św. Jana Teologa w Hrozowie, w 1624 został przeniesiony na stanowisko rektora seminarium duchownego w Mohylewie. W 1825 został skierowany na analogiczne stanowisko w seminarium duchownym w Tobolsku, gdzie mianowano go równocześnie przełożonym monasteru Ikony Matki Bożej "Znak". W tym też roku otrzymał godność archimandryty. Od 1826 do 1828 był naczelnym cenzorem eparchii tobolskiej. W latach 1828–1829 pracował w seminarium duchownym w Permie. Od 1829 do 1832 był przełożonym monasteru Niżno-Łomowskiego (eparchia penzeńska) oraz rektorem seminarium duchownego w Penzie.
W 1832 został wyświęcony na biskupa wiackiego. Po trzech latach został przeniesiony na katedrę orenburską. Na katedrze tej pozostawał przez czternaście lat, w 1849 został biskupem kaukaskim i czarnomorskim. Według biskupa i teologa Jerzego (Pańkowskiego) zaniedbywał zarząd eparchii, zajmował się jedynie wyświęcaniem nowych kapłanów, pozostałe kwestie związane z zarządzaniem eparchią pozostawił członkom jej konsystorza. W rezultacie jego następca, biskup Ignacy, obejmując katedrę w 1858, zastał eparchię w stanie niemal zupełnej dezorganizacji. Biskup Joannicjusz odszedł w stan spoczynku w 1857, na własną prośbę. Ostatnie dwadzieścia trzy lata życia spędził w monasterze Zwiastowania w Niżynie, tam też został pochowany. W ostatnich latach, dotknięty niemal całkowitą ślepotą, spędzał większość czasu w swojej celi.